# Azar Gat
Azar Gat (né en 1959 à Haïfa, Israël) est un chercheur et auteur spécialisé en histoire et stratégie militaire. Avec Steven Pinker et d'autres, il soutient que la guerre est en déclin dans le monde d'aujourd'hui.
Il est professeur de Sécurité nationale et, pour la deuxième fois, directeur du département de Sciences politiques de l'Université de Tel Aviv. Il est le fondateur et directeur du programme de maîtrise exécutive en diplomatie et sécurité. Il est par ailleurs major dans l'armée israélienne.
Son ouvrage War in Human Civilization, publié en 2006 par Oxford University Press, est nommé l'un des meilleurs livres de l'année par le Times Literary Supplement.

## Études et carrière
Il est titulaire d'un doctorat de l'Université d'Oxford (1984-1986), d'une maîtrise de l'Université de Tel-Aviv (1979-1983) et d'une licence de l'Université de Haïfa (1975-1978).
Il est boursier Alexander von Humboldt à l'université de Fribourg, en Allemagne ; boursier Fulbright à l'université de Yale (Ivy League); British Council Scholar à l'université d'Oxford. Il est aussi chercheur invité au Mershon Center, de l'université d'État de l'Ohio; Professeur israélien invité à l'université de Georgetown ; et Koret Distinguished Visiting Fellow en Études israéliennes à la Hoover Institution, de l'université Stanford, en Californie.

## Recherches
Azar Gat se concentre d'abord sur l'histoire et la stratégie militaires, illustrées dans son livre de 1989 The Origins of Military Thought from the Enlightenment to Clausewitz, (en français, « Les origines de la pensée militaire, des Lumières à Clausewitz », non traduit) un livre fréquemment cité notamment en relation avec Carl von Clausewitz. Au fil des ans, il élargit son champ d'investigation pour inclure les causes, en particulier les causes préhistoriques de la guerre.

### La guerre en déclin dans le monde d'aujourd'hui?
Dans War in Human Civilization (2006) et suite à Victorious and Vulnerable: Why Democracy won in the 20th Century and How it is Still Imperiled, il soutient que le monde est devenu de plus en plus pacifique depuis des milliers d'années. Il voit deux étapes principales à ce processus. La premiere avec l'émergence de l'État : lorsque les populations ont conclu un contrat social avec l'État, elles ont cédé une partie de leur autonomie en échange de la prise en charge par l'État de leur sécurité. La deuxième étape avec la modernisation et la révolution industrielle, qui ont conduit à la croissance économique et à l'interdépendance et à une augmentation correspondante de la richesse et du niveau de vie. Elle a également apporté avec elle les démocraties libérales et la dissuasion nucléaire. Ces étapes et tous ces facteurs ont conduit à une réduction des guerres. En d'autres termes, la paix est devenue rentable et donc plus courante. Dans le même temps, il existe encore des pays moins touchés par cette évolution et les guerres sont plus fréquentes dans ces parties du monde. En affirmant que la guerre est en déclin, Azar Gat s'aligne sur Steven Pinker, Joshua Goldstein et Robert Muchembled, qui soutiennent tous la même chose bien qu'ils identifient différents mécanismes de causalité derrière les phénomènes.
Les vues générales de Gat sur la guerre et ses liens avec la culture et la nature humaine sont similaires à celles de l'archéologue de Harvard Steven A. LeBlanc et Steven Pinker. Il intègre des points de vue de l'l'éthologie, de l'évolution, de la psychologie évolutionniste, de l'anthropologie, de l'archéologie, de l'histoire, de la sociologie historique et des sciences politiques ; voir en particulier son livre fondateur de 2006 War in Human Civilization. Un autre exemple est l'article The Human Motivational Complex: Evolutionary Theory And The Causes Of Hunter-Gatherer Fighting., cité ci-dessus et cité dans "Evolutionary Psychology, Memes and the Origin of War".

## Ouvrages
- The Origins of Military Thought: From the Enlightenment to Clausewitz, Oxford University Press, 1989, 296 p. (ISBN 978-0198229483)
- The Development of Military Thought: The Nineteenth Century, Oxford University Press, 1992, 288 p. (ISBN 978-0198202462)
- Fascist and Liberal Visions of War: Fuller, Liddell Hart, Douhet, and Other Modernists, Oxford University Press, 1998, 352 p. (ISBN 978-0198207153)
- British Armour Theory and the Rise of the Panzer Arm: Revising the Revisionists, Palgrave Macmillan, 2000, 140 p. (ISBN 978-0312229528)
- War in a Changing World, 3, 2001, 240 p. (ISBN 9780472111855)
- A History of Military Thought: From the Enlightenment to the Cold War, New York, NY, Oxford University Press, 2001, 890 p. (ISBN 9780199247622, lire en ligne)
- War in Human Civilization, New York, Oxford University Press, 2006, 848 p. (ISBN 978-0199236633)
- Victorious and Vulnerable: Why Democracy Won in the 20th Century and How it is Still Imperiled, Stanford, CA, Rowman & Littlefield Publishers, 2009, 140 (ISBN 978-1442201149, lire en ligne )
- Nations: The Long History and Deep Roots of Political Ethnicity and Nationalism, Cambridge, Cambridge University Press, 2013, 447 p. (ISBN 978-1107400023)

### Articles de journaux
- Gat, « Clausewitz and the Marxists: Yet Another Look », Journal of Contemporary History, vol. 27, no 2,‎ avril 1992, p. 363–384 (DOI 10.1177/002200949202700208, S2CID 144894230)
- Gat, « The Hidden Sources of Liddell Hart's Strategic Ideas », War in History, vol. 3, no 3,‎ juillet 1996, p. 293–308 (DOI 10.1177/096834459600300303, S2CID 144246594)
- Gat, « The Democratic Peace Theory Reframed: The Impact of Modernity », World Politics, vol. 58, no 1,‎ octobre 2005, p. 73–100 (DOI 10.1353/wp.2006.0017, S2CID 143286869)
- « The Return of Authoritarian Great Powers », Foreign Affairs, vol. 86, no 4,‎ july–august 2007 (lire en ligne)
- Gat, « So Why Do People Fight? Evolutionary Theory and the Causes of War », European Journal of International Relations, vol. 15, no 4,‎ décembre 2009, p. 571–599 (DOI 10.1177/1354066109344661, S2CID 144675572)
- Gat, « Is War Declining – And Why? », Journal of Peace Research, vol. Published online before print, no 2,‎ 21 décembre 2012, p. 149–157 (DOI 10.1177/0022343312461023, S2CID 146758067)
- Azar Gat's research while affiliated with Tel Aviv University and other places